# Мірафуентес
Мірафуентес (ісп. Mirafuentes) — муніципалітет в Іспанії, у складі автономної спільноти Наварра. Населення — 45 осіб (2009).
Муніципалітет розташований на відстані близько 270 км на північний схід від Мадрида, 55 км на південний захід від Памплони.

## Демографія
Динаміка населення (INE ):